# Kamen Petkow (Politiker)
Kamen Marinow Petkow (auch Kamen Marinov Petkov geschrieben, bulgarisch Камен Маринов Петков; * 17. Juli 1977 in Sofia) ist ein unabhängiger bulgarischer Politiker und Abgeordneter in der 41. bulgarischen Parlament (seit 2009). Sein Vater ist Marin Petkow und war als ehemaliger bulgarischer Konsul in Italien und beim bulgarischen Nachrichtendienst tätig.

## Leben
Kamen Petkow studierte Internationalen Beziehungen an der Universität für National- und Weltwirtschaft. 
Bei den Parlamentswahlen 2009 gewann Petkow als unabhängiger Kandidat den „25. Wahlkreis“ in Sofia. Er wurde dabei von der Partei Ataka unterstützt. Seit 2009 ist er Abgeordneter im 41. Narodno Sabranie. Petkow ist Vorsitzender der Parlamentariergruppe Bulgarien-Moldawien der bulgarischen Nationalversammlung. Am 10. Dezember 2010 trat Petkow aus der Parlamentsfraktion der Partei Ataka aus, da er nicht mit der Politik der bedingungslose Unterstützung der Regierung von Bojko Borissow, seitens der Partei Ataka einverstanden war. Er war nie Mitglied der Partei.
Petkow enthielt sich als einziger aus seiner Fraktion während des Misstrauensvotums im Oktober 2010 gegen Borissow. Nach seinem Austritt ist die Partei mit 20 Abgeordneten im Parlament vertreten.
Bereits Anfang 2011 hatte er die Partei beim Amtsenthebungsverfahren gegen den bulgarischen Präsidenten Georgi Parwanow, mit der Begründung er sei im Ausland, nicht unterstützt. Laut der bulgarischen Zeitung Monitor, soll er seine Unterstützung der Partei NDSW, die nicht im Parlament vertreten ist, zugesichert haben.